# Skrađani
Skrađani (em cirílico: Скрађани) é uma vila da Sérvia localizada no município de Šabac, pertencente ao distrito de Mačva, na região de Mačva. A sua população era de 401 habitantes segundo o censo de 2011.

## Demografia
| 1948 | 1953 | 1961 | 1971 | 1981 | 1991 | 2002 | 2011 |
| ---- | ---- | ---- | ---- | ---- | ---- | ---- | ---- |
| 358  | 382  | 414  | 437  | 484  | 474  | 454  | 401  |